# 11842 Kap'bos
11842 Kap'bos eller 1987 BR1 är en asteroid i huvudbältet som upptäcktes den 22 januari 1987 av den belgiske astronomen Eric W. Elst vid La Silla-observatoriet. Den är uppkallad efter den belgiska byn Kap'bos.